# Liste der Premierminister Somalias
Die Liste der Premierminister Somalias umfasst alle Träger dieses Titels von der Unabhängigkeit Somalias im Juni/Juli 1960 bis heute.
Nach Ausbruch des Bürgerkriegs existierte für längere Zeit keine funktionierende Zentralregierung mehr. Die auf Initiative der Staatengemeinschaft gegründete Übergangsregierung Somalias wurde zwar international als legitime Vertretung des Landes bei den Vereinten Nationen und anderen Organisationen betrachtet, kontrollierte aber nur verschwindend kleine Bruchteile des ehemaligen Staatsgebietes.
Nach militärischer Intervention der Nachbarstaaten Kenia und Äthiopien gegen die militant-islamistische al-Schabaab und entsprechenden Erfolgen von somalischen Milizen und Clans, die eine Wiederherstellung Somalias befürworten, einigte man sich im Herbst 2012 auf eine neue Verfassung als Bundesstaat. Seither bemüht sich die damit neu geschaffene Bundesregierung um den Wiederaufbau staatlicher Funktionen und die Einbindung weiterer Clans und Gruppierungen.    
Von den verschiedenen zwischenzeitlich auf dem Gebiet entstandenen autonomen De-facto-Staaten wurde zwar häufig der jeweilige Amtsinhaber nicht anerkannt oder es wurde der Übergangsregierung generell das Recht zur Besetzung abgesprochen. Das Amt eines somalischen Premierministers als solches stand dabei aber nicht in Zweifel. Eine Ausnahme bildet Somaliland, das sich seit seiner Gründung im Jahr 1991 nicht länger als Teil Somalias betrachtet und für das von ihm kontrollierte Gebiet ein abweichendes Regierungssystem ohne das Amt eines Premierministers eingerichtet hat.      
| #                                                                                        | Bild | Name                          | Amtsantritt        | Amtsaustritt                | Partei                             | Bemerkungen                                                                                                   |
| ---------------------------------------------------------------------------------------- | ---- | ----------------------------- | ------------------ | --------------------------- | ---------------------------------- | --- |
| Italienisches Treuhandgebiet Somalia                                                     |      |                               |                    |                             |                                    | |
| -                                                                                        |      | Abdullahi Issa Mohamud        | 29. Februar 1956   | 1. Juli 1960                | SYL                                | |
| Republik Somalia                                                                         |      |                               |                    |                             |                                    | |
| 1                                                                                        |      | Mohammed Haji Ibrahim Egal    | 1. Juli 1960       | 12. Juli 1960               | SNL                                | erste Amtszeit                                                                                                |
| 2                                                                                        |      | Abdirashid Ali Shermarke      | 12. Juli 1960      | 14. Juni 1964               | SYL                                | |
| 3                                                                                        |      | Abdirizak Haji Hussein        | 14. Juni 1964      | 15. Juli 1967               | SYL                                | bis 28. September 1964 zunächst nur provisorisch                                                              |
| (1)                                                                                      |      | Mohammed Haji Ibrahim Egal    | 15. Juli 1967      | 21. Oktober 1969            | SYL                                | zweite Amtszeit, Sturz der Regierung durch Siad Barre am 21. Oktober                                          |
| Demokratische Republik Somalia                                                           |      |                               |                    |                             |                                    | |
| (1)                                                                                      |      | Mohammed Haji Ibrahim Egal    | 21. Oktober 1969   | 1. November 1969            | SYL                                | formell weiter im Amt                                                                                         |
| 4                                                                                        |      | Mohammed Farah Salad          | 1. November 1969   | März 1970                   | Militär                            | Oberster Revolutionärer Rat                                                                                   |
| Das Amt war unter Präsident Siad Barre von März 1970 bis zum 1. Februar 1987 abgeschafft |      |                               |                    |                             |                                    | |
| 5                                                                                        |      | Mohammed Ali Samatar          | 1. Februar 1987    | 3. September 1990           | XHKS                               | |
| 6                                                                                        |      | Mohammed Hawadle Madar        | 3. September 1990  | 24. Januar 1991             | XHKS                               | |
| Übergangsregierung (In den ersten Jahren des Somalischen Bürgerkriegs)                   |      |                               |                    |                             |                                    | |
| 7                                                                                        |      | Umar Arteh Ghalib             | 24. Januar 1991    | Mai 1993 (formell bis 1997) | USC                                | |
| Das Amt war von Mai 1993 bis zum 8. Oktober 2000 unbesetzt                               |      |                               |                    |                             |                                    | |
| Transitional National Government of Somalia (TNG)                                        |      |                               |                    |                             |                                    | |
| 8                                                                                        |      | Ali Khalif Galaid             | 8. Oktober 2000    | 28. Oktober 2001            | -                                  | |
| 9                                                                                        |      | Osman Jama Ali                | 28. Oktober 2001   | 12. November 2001           | -                                  | provisorisch                                                                                                  |
| 10                                                                                       |      | Hassan Abshir Farah           | 12. November 2001  | 8. Dezember 2003            | -                                  | entlassen, unter Präsident Abdikassim Salat Hassan                                                            |
| 11                                                                                       |      | Mohammed Abdi Yusuf           | 8. Dezember 2003   | 3. November 2004            | -                                  | entlassen, unter Präsident Abdullahi Yusuf Ahmed                                                              |
| Transitional Federal Government of Somalia (TFG)                                         |      |                               |                    |                             |                                    | |
| 12                                                                                       |      | Ali Mohammed Ghedi            | 3. November 2004   | 29. Oktober 2007            | -                                  | zurückgetreten, unter Präsident Abdullahi Yusuf Ahmed                                                         |
| 13                                                                                       |      | Salim Aliyow Ibrow            | 29. Oktober 2007   | 22. November 2007           | -                                  | provisorisch, nach Rücktritt des Vorgängers                                                                   |
| 14                                                                                       |      | Nur Hassan Hussein            | 22. November 2007  | Februar 2009                | -                                  | entlassen am 16. Dezember 2008, unter Präsident Abdullahi Yusuf Ahmed. Amtsfortsetzung nach dessen Rücktritt. |
| -                                                                                        |      | Mohammed Mahmud Guled         | 16. Dezember 2008  | 24. Dezember 2008           | -                                  | Ernennung unter Präsident Abdullahi Yusuf Ahmed, erklärte jedoch Amtsverzicht vor dem Parlament               |
| 15                                                                                       |      | Omar Abdirashid Ali Sharmarke | 13. Februar 2009   | 21. September 2010          | -                                  | erste Amtszeit                                                                                                |
| 16                                                                                       |      | Abdiwahid Elmi Gonjeh         | 24. September 2010 | 31. Oktober 2010            | -                                  | provisorisch nach Rücktritt des Vorgängers                                                                    |
| 17                                                                                       |      | Mohamed Abdullahi Mohamed     | 31. Oktober 2010   | 19. Juni 2011               | -                                  | |
| 18                                                                                       |      | Abdiweli Mohamed Ali          | 19. Juni 2011      | 20. August 2012             | -                                  | bis 28. Juni 2011 zunächst nur provisorisch                                                                   |
| Bundesrepublik Somalia                                                                   |      |                               |                    |                             |                                    | |
| (18)                                                                                     |      | Abdiweli Mohamed Ali          | 20. August 2011    | 17. Oktober 2012            | parteilos                          | geschäftsführend                                                                                              |
| 19                                                                                       |      | Abdi Farah Shirdon            | 17. Oktober 2012   | 2. Dezember 2013            | parteilos                          | durch ein Misstrauensvotum abgesetzt                                                                          |
| 20                                                                                       |      | Abdiweli Sheikh Ahmed         | 12. Dezember 2013  | 6. Dezember 2014            | parteilos                          | durch ein Misstrauensvotum wegen Unstimmigkeiten mit dem Präsidenten abgesetzt                                |
| (15)                                                                                     |      | Omar Abdirashid Ali Sharmarke | 24. Dezember 2014  | 1. März 2017                | parteilos                          | zweite Amtszeit                                                                                               |
| 21                                                                                       |      | Hassan Ali Khaire             | 1. März 2017       | 25. Juli 2020               | parteilos                          | durch ein Misstrauensvotum abgesetzt                                                                          |
| 22                                                                                       |      | Mahdi Mohamed Guleid          | 25. Juli 2020      | 23. September 2020          | parteilos                          | geschäftsführend                                                                                              |
| 23                                                                                       |      | Mohamed Hussein Roble         | 23. September 2020 | 26. Juni 2022               | parteilos                          | |
| 24                                                                                       |      | Hamza Abdi Barre              | 26. Juni 2022      | amtierend                   | Partei für Frieden und Entwicklung | |

## Quelle
- worldstatesmen.org
- rulers.org